# قودجانک
قودجانک، روستایی از توابع بخش مرکزی شهرستان فریدن در استان اصفهان ایران است. مردم این روستا از اقوام گرجی و  بختیاری می باشندودرامد اصلی روستا از کشاورزی(سیب زمینی)ودامداری است.طبیعت روستا. سرسبز ومحل عبور رودخانه پلاسجان  بوده وبا روستا های دهق و چیگان و بزمه و  همسایه میباشد

## جمعیت
این روستا در دهستان ورزق قرار دارد و براساس سرشماری مرکز آمار ایران در سال ۱۳۸۵، جمعیت آن ۸۰۰ نفر (۱۸۱خانوار) بوده‌است.